# 닌텐도 DS의 게임 목록
이 문서는 정식 발매된 닌텐도 DS 소프트웨어 목록이다. 직수입 형태로 발매된 소프트웨어는 제외한다.

## 2005년 발매작
| 발매일 | 이름          | 개발사              |
| ------ | ------------- | ------------------- |
| 9월9일 | 터치 딕셔너리 | 대원미디어 주식회사 |

## 2007년 발매작
| 발매일    | 이름                                            | 개발사                  | 와이파이 지원 여부 |
| --------- | ----------------------------------------------- | ----------------------- | ------------------ |
| 1월 18일  | 매일매일 DS 두뇌 트레이닝                       | 닌텐도                  |                    |
| 1월 18일  | 듣고 쓰고 친해지는 DS 영어 삼매경               | 닌텐도                  |                    |
| 3월 8일   | 우뇌상쾌통쾌 틀린그림전집                       | 닌텐도                  |                    |
| 3월 8일   | 뉴 슈퍼 마리오브라더스                          | 닌텐도                  |                    |
| 3월 22일  | 포켓몬 대시                                     | 닌텐도                  |                    |
| 3월 29일  | 파워풀 프로야구 비긴즈                          | 코나미                  |                    |
| 4월 5일   | 마리오 카트 DS                                  | 닌텐도                  | 지원               |
| 4월 12일  | 월드 사커 위닝일레븐 DS                         | 코나미                  | 지원               |
| 4월 26일  | 터치! 봄버맨랜드                                | 닌텐도                  | 지원               |
| 5월 3일   | Nintendogs 3가지 시리즈                         | 닌텐도                  |                    |
| 5월 3일   | NARUTO-나루토- 최강닌자 대결집 DS               | 다카라토미              |                    |
| 5월 17일  | 포켓몬 토로제                                   | 닌텐도                  |                    |
| 5월 31일  | 시치다식 우뇌단련 SUPER BRAIN                   | Interchannel-Holon Inc. |                    |
| 6월 14일  | 만져라 메이드 인 와리오                         | 닌텐도                  |                    |
| 7월 7일   | 테트리스 DS                                     | 닌텐도                  | 지원               |
| 7월 25일  | 머리가 좋아지는 스도쿠 10000문                  | 스코넥엔터테인먼트      |                    |
| 7월 25일  | DS추억의 동화 터치RO퍼즐                        | 스코넥엔터테인먼트      |                    |
| 7월 26일  | 슈퍼 마리오 64 DS                               | 닌텐도                  |                    |
| 8월 2일   | 말랑말랑 두뇌교실                               | 닌텐도                  |                    |
| 8월 30일  | 포켓몬 불가사의 던전 파랑 구조대                | 닌텐도                  |                    |
| 9월 7일   | 호시가미                                        | 네오넷                  |                    |
| 9월 11일  | 쿠킹마마                                        | (주)한국후지쯔          |                    |
| 9월 13일  | 별의 커비 도팡 일당의 습격                      | 닌텐도                  |                    |
| 9월 14일  | 심시티 DS                                       | EA korea                |                    |
| 9월 20일  | 숫자로 찾는 그림퍼즐 피크로스 DS                | 닌텐도                  | 지원               |
| 9월 20일  | 마이 심즈(My Sims)                              | EA Korea                |                    |
| 10월 10일 | 진 삼국무쌍DS 파이터즈 배틀                     | 코에이코리아            |                    |
| 10월 11일 | 도와줘! 리듬 히어로                             | 닌텐도                  |                    |
| 10월 26일 | 한국인의 상식력 DS                              | 스튜디오나인            |                    |
| 11월 8일  | 요시 아일랜드 DS                                | 닌텐도                  |                    |
| 11월 15일 | 팩픽스                                          | 반다이코리아            |                    |
| 12월 6일  | 놀러오세요 동물의 숲                            | 닌텐도                  | 지원               |
| 12월 6일  | 메트로이드 프라임 헌터즈                        | 닌텐도                  | 지원               |
| 12월 14일 | 스폰지밥의 아틀란티스                           | THQ                     |                    |
| 12월 14일 | 스맥다운 대 로우 2008                           | THQ                     |                    |
| 12월 19일 | 심즈 2 캐스트어웨이                             | EA Korea                |                    |
| 12월 19일 | EA 플레이그라운드                               | EA Korea                |                    |
| 12월 20일 | 찾아라! 개구리 하사 케로로 틀린그림찾기 대작전! | 반다이코리아            |                    |
| 12월 21일 | 매직Q DS                                        | 스튜디오나인            |                    |

## 2008년 발매작
| 발매일    | 이름                                             | 개발사                   | 와이파이 지원 여부 |
| --------- | ------------------------------------------------ | ------------------------ | ------------------ |
| 1월 10일  | 살아있는 영어로 강해지는 실전! DS 영어 삼매경    | 닌텐도                   |                    |
| 1월 15일  | 그려라, 터치! 내가 만드는 세상                   | THQ                      |                    |
| 1월 21일  | FIFA 08                                          | EA Korea                 | 지원               |
| 1월 24일  | 숨어있는 눈의 힘 DS 안력 트레이닝                | 닌텐도                   |                    |
| 1월 25일  | 콜 오브 듀티 4: 모던 워페어                      | 액티비전                 |                    |
| 2월 14일  | 포켓몬스터DP 디아루가·펄기아                     | 닌텐도                   | 지원               |
| 2월 19일  | 니드 포 스피드: 프로스트리트                     | EA Korea                 |                    |
| 2월 21일  | 거짓의 윤무곡                                    | 스튜디오 나인            |                    |
| 3월 7일   | 양손의 달인                                      | 사이버 프론트            |                    |
| 4월 3일   | 젤다의 전설 몽환의 모래시계                      | 닌텐도                   | 지원               |
| 4월 5일   | 유희왕 WORLD CHAMPIONSHIP 2008                   | 대원미디어               | 지원               |
| 4월 5일   | 짱구는 못말려 DS 알쏭달쏭 크레용 대작전!         | 대원미디어               |                    |
| 4월 17일  | 주 타이쿤 2                                      | THQ                      |                    |
| 4월 17일  | 팩큰볼                                           | 반다이 코리아            |                    |
| 4월 17일  | 원피스 기어 스피릿                               | 반다이 코리아            |                    |
| 4월 26일  | 탱크비트 2 격돌! 전차대전                        | 대원미디어 주식회사      | 지원               |
| 5월 8일   | SUDOKU DS                                        | 닌텐도                   |                    |
| 5월 22일  | 마리오 파티 DS                                   | 닌텐도                   |                    |
| 5월 29일  | DS고스톱                                         | GTGAME ENTERTAINMENT     |                    |
| 6월 3일   | 쿵푸팬더 DS                                      | 액티비전 코리아          |                    |
| 6월 5일   | 초열혈고교 쿠니오군 피구부                       | 한국후지쯔               |                    |
| 6월 26일  | 마리오와 소닉 베이징 올림픽                      | 닌텐도                   | 지원               |
| 6월 26일  | 삼국지 DS 2                                      | 코에이코리아             | 지원               |
| 6월 27일  | 미궁의 군주                                      | 사이버 프론트            |                    |
| 7월 3일   | 핑키스트리트 키라키라뮤직아워 신나는 댄스배틀    | 신세계아이앤씨           |                    |
| 7월 10일  | 인도식 두뇌 수학                                 | 사이버프론트코리아       |                    |
| 7월 17일  | 비상구 -EXIT DS-                                 | 사이버프론트코리아       | 지원               |
| 7월 24일  | New International Track & Field                  | 케이디이케이             | 지원               |
| 7월 25일  | 메이크업 프린세스                                | 사이버프론트코리아       |                    |
| 8월 2일   | 매일매일 더욱더! DS 두뇌 트레이닝                | 닌텐도                   |                    |
| 8월 7일   | 월 • E                                           | THQ                      |                    |
| 8월 8일   | 기타히어로 온 투어                               | 액티비전 코리아          |                    |
| 8월 18일  | 닌자가이덴 드래곤 소드                           | 씨티게임엔터테인먼트     | 지원               |
| 9월 11일  | 레이튼 교수와 이상한 마을                        | 닌텐도                   | 지원               |
| 9월 25일  | 스타워즈 : 포스 언리쉬드                         | 액티비전 코리아          |                    |
| 9월 27일  | 심시티: 나만의 도시                              | EA Korea                 |                    |
| 9월 27일  | SPORE™ Creatures                                 | EA Korea                 | 지원               |
| 10월 16일 | DS 비타민 위대한 밥상 말하는! 건강요리 길잡이    | 닌텐도                   |                    |
| 10월 27일 | 캐슬바니아 : 오더 오브 에클레시아                | 코나미                   | 지원               |
| 11월 13일 | 별의 커비 울트라 슈퍼 디럭스                     | 닌텐도                   |                    |
| 11월 18일 | 그려라 터치! 스폰지밥                            | THQ                      |                    |
| 11월 21일 | FIFA 09                                          | EA Korea                 | 지원               |
| 11월 21일 | 몬스터 팜 DS                                     | 소프트맥스               |                    |
| 11월 27일 | 디지몬 챔피언쉽                                  | 반다이 남코 엔터테인먼트 | 지원               |
| 11월 27일 | 하루 10분 약점극복 +200 토익DS                   | 스코넥엔터테인먼트       |                    |
| 12월 4일  | 초 극장판 개구리 중사 케로로 더무비 천공대모험   | 반다이 남코 엔터테인먼트 |                    |
| 12월 11일 | 포켓몬 불가사의 던전 시간의 탐험대·어둠의 탐험대 | 닌텐도                   | 지원               |
| 12월 11일 | 스폰지밥과 친구들                                | THQ                      |                    |
| 12월 11일 | 드래곤볼 DS                                      | 반다이 남코 엔터테인먼트 |                    |
| 12월 18일 | 엘레비츠 카이와 제로의 신비한 여행               | 코나미                   | 지원               |
| 12월 19일 | 콜 오브 듀티: 월드 앳 워                         | 액티비전                 | 지원               |
| 12월 19일 | 안녕! 햄토리 - 햄토리와 방가방가 친구들          | 소프트맥스               |                    |
| 12월 19일 | 007 퀀텀 오브 솔러스                             | 액티비전                 |                    |
| 12월 19일 | 아바타                                           | THQ                      |                    |
| 12월 26일 | 니드포스피드 언더커버                            | EA Korea                 | 지원               |
| 12월 30일 | 피겨스케이팅 -은반 위의 요정-                    | 바른손크리에이티브       |                    |

## 2009년 발매작
| 발매일    | 이름                                                       | 개발사                    | 와이파이 지원 여부 |
| --------- | ---------------------------------------------------------- | ------------------------- | ------------------ |
| 1월 15일  | 기적의 100칸 계산법                                        | 대원미디어                |                    |
| 1월 15일  | 기타히어로 온 투어 데케이드                                | 액티비전 코리아           |                    |
| 1월 21일  | 메탈슬러그 7                                               | 액티비전 코리아           |                    |
| 1월 23일  | WWE 스맥다운 대 로우 2009                                  | THQ                       |                    |
| 2월 12일  | 호텔 더스크의 비밀                                         | 닌텐도                    |                    |
| 2월 26일  | 프린세스 메이커 4 스페셜 에디션                            | 사이버프론트코리아        |                    |
| 2월 27일  | 마이 심즈 심들의 왕국                                      | EA Korea                  |                    |
| 3월 11일  | 리틀리스트 펫샵 가든                                       | EA Korea                  |                    |
| 3월 12일  | TOEIC TEST DS 트레이닝                                     | 아이이인스티튜트 한국지사 |                    |
| 3월 18일  | 심애니멀                                                   | EA Korea                  | 지원               |
| 3월 19일  | 스펙트럴 포스 제네시스                                     | 사이버 프론트             |                    |
| 4월 10일  | 레이맨 엽기토끼 TV 파티                                    | Ubisoft Entertainment     |                    |
| 4월 16일  | 마법천자문 DS                                              | 닌텐도                    |                    |
| 4월 23일  | 프린세스 베이커리                                          | 사이버프론트코리아        |                    |
| 4월 30일  | 유희왕 5D's STARDUST ACCELERATOR -WORLD CHAMPIONSHOP 2009- | 대원미디어                | 지원               |
| 5월 14일  | 알쏭달쏭 명화탐험 DS                                       | 저스트원 인터렉티브       |                    |
| 6월 6일   | 한검DS                                                     | 아이언노스                |                    |
| 6월 25일  | 라그나로크 DS                                              | 그라비티                  | 지원               |
| 7월 2일   | 포켓몬스터Pt 기라티나                                      | 닌텐도                    | 지원               |
| 7월 2일   | 소녀적 연애혁명 러브 레볼루션                              | 아이언노스                |                    |
| 7월 15일  | 해리 포터와 혼혈 왕자                                      | EA Korea                  |                    |
| 7월 28일  | 업                                                         | THQ                       |                    |
| 8월 28일  | 목장이야기 코로보쿠르 스테이션                             | (주)아이언노스            |                    |
| 9월 15일  | 짱구는 못말려 시네마랜드 찰칵찰칵 대소동!                  | 대원미디어                |                    |
| 9월 17일  | 소닉 러시 어드벤처                                         | 닌텐도                    |                    |
| 9월 24일  | 리듬 세상                                                  | 닌텐도                    |                    |
| 10월 8일  | 아이언 마스터 - 왕국의 유산과 세 개의 열쇠                 | 바른손크리에이티브        |                    |
| 11월 12일 | NARUTO-나루토-질풍전 대난투! 그림자 분신술                 | 사이버 프론트             |                    |
| 11월 19일 | 초 극장판 개구리 중사 케로로 더무비 드래곤워리어           | 반다이 남코 엔터테인먼트  |                    |
| 11월 19일 | 스폰지밥 요리대소동                                        | THQ                       |                    |
| 11월 26일 | 목장이야기 코로보쿠르 스테이션 for Girl                    | (주)아이언노스            |                    |
| 12월 3일  | 마리오와 소닉 밴쿠버 동계올림픽                            | 닌텐도                    | 지원               |
| 12월 3일  | 오광의 달인 DS                                             | 대원미디어 주식회사       |                    |
| 12월 8일  | FIFA 10                                                    | EA Korea                  | 지원               |
| 12월 10일 | 절대우위 영단어 1900DS                                     | 아이인스티튜트 한국지사   |                    |
| 12월 10일 | 절대필요 영숙어 1000DS                                     | 아이인스티튜트 한국지사   |                    |
| 12월 11일 | 마블 슈퍼 히어로 스쿼드                                    | THQ                       |                    |
| 12월 17일 | 프린세스 엔젤 ~백의의 천사~                                | 사이버프론트코리아        |                    |
| 12월 18일 | 엘리먼트 헌터                                              | 반다이 남코 엔터테인먼트  |                    |

## 2010년 발매작
| 발매일    | 이름                                                       | 개발사                 | 와이파이 지원 여부 | 닌텐도 DSi 강화 |
| --------- | ---------------------------------------------------------- | ---------------------- | ------------------ | --------------- |
| 1월 6일   | 룬 팩토리 ~신목장이야기~                                   | 대원미디어 주식회사    | 지원               |                 |
| 2월 4일   | 포켓몬스터 하트골드·소울실버                               | 닌텐도                 | 지원               |                 |
| 2월 8일   | 터치맨투맨기초영어                                         | 대원미디어 주식회사    |                    |                 |
| 2월 12일  | 메이크업 파라다이스                                        | (주)사이버프론트코리아 |                    |                 |
| 4월 15일  | 메이플스토리 DS                                            | 넥슨                   |                    |                 |
| 4월 22일  | 메탈 베이 블레이드 사이버 페가시스                         | 코나미                 | 지원               |                 |
| 4월 29일  | 피겨 프린세스 ~두근두근 스케이팅☆금메달을 노려라!~         | (주)사이버프론트코리아 |                    |                 |
| 4월 30일  | 유희왕 5D's WORLD CHAMPIONSHIP 2010 Reverse of Arcadia     | 코나미                 | 지원               |                 |
| 5월 13일  | 못말리는 3공주와 함께하는 그림연상 영단어 암기법           | 대원미디어 주식회사    |                    |                 |
| 7월 8일   | 마리오&루이지RPG시간의 파트너                              | 닌텐도                 |                    |                 |
| 7월 23일  | 출동! 레스큐포스 DS                                        | (주)사이버프론트코리아 |                    |                 |
| 8월 12일  | NARUTO-나루토-질풍전 최강닌자대결집2 격돌!! 나루토VS사스케 | (주)사이버프론트코리아 |                    |                 |
| 8월 13일  | 아라누리                                                   | 삼지게임즈             |                    |                 |
| 8월 19일  | 목장이야기 너와 함께 자라는 섬                             | (주) 아이언노스        | 지원               |                 |
| 9월 16일  | 나만의 컬렉션 Girls Style                                  | 닌텐도                 | 지원               |                 |
| 9월 17일  | 삐요다미리 DS                                              | 삼지게임즈             |                    |                 |
| 10월 14일 | 숨은 소질을 깨우는 그림교실                                | 닌텐도                 |                    | 지원            |
| 12월 2일  | 이상한 나라의 프린세스                                     | (주)사이버프론트코리아 |                    |                 |
| 12월 3일  | 짱구는 못말려 말랑말랑 고무찰흙 대변신!                    | 대원미디어 주식회사    |                    |                 |
| 12월 9일  | Pucca Power Up                                             | (주)바른손크리에이티브 |                    |                 |

## 2011년 발매작
| 발매일    | 이름                                                | 개발사                 | 와이파이 지원 여부 | 닌텐도 DSi 강화 |
| --------- | --------------------------------------------------- | ---------------------- | ------------------ | --------------- |
| 1월 27일  | 마법천자문 DS 2 최후의 한자마법                     | 닌텐도                 |                    |                 |
| 3월 31일  | 라이브온 카드리버 DS                                | (주)사이버프론트코리아 |                    |                 |
| 4월 21일  | 포켓몬스터 블랙·화이트                              | 닌텐도                 | 지원               | 지원            |
| 4월 21일  | 메탈 베이블레이드2 빅뱅 블레이더즈                  | 코나미                 |                    |                 |
| 4월 28일  | 유희왕 5D's WORLD CHAMPIONSHIP 2011 -Over the Nexus | 대원미디어 주식회사    | 지원               |                 |
| 6월 28일  | 전국민 모델 오디션 슈퍼스타 DS                      | (주)사이버프론트코리아 |                    |                 |
| 7월 15일  | 매직 청크와 마법의 성                               | (주)바른손크리에이티브 |                    |                 |
| 7월 21일  | 마리오&루이지 RPG 3 쿠파 몸속 대모험                | 닌텐도                 |                    |                 |
| 7월 28일  | NARUTO-나루토-질풍전 인술전개! 차크러쉬!!           | (주)사이버프론트코리아 |                    |                 |
| 9월 8일   | 레이튼 교수와 악마의 상자                           | 닌텐도                 | 지원               |                 |
| 10월 27일 | 짱구는 못말려 원 플러스 원! 쇼크성랜드 대결전!!     | 대원미디어 주식회사    |                    |                 |
| 11월 15일 | 푸페걸 DS                                           | (주)사이버프론트코리아 |                    |                 |
| 12월 1일  | 모여라! 커비                                        | 닌텐도                 |                    |                 |

## 2012년 발매작
| 발매일    | 이름                                    | 개발사              | 와이파이 지원 여부 | 닌텐도 DSi 강화 |
| --------- | --------------------------------------- | ------------------- | ------------------ | --------------- |
| 1월 12일  | 메이크업 프린세스 2 ~프린세스 라이프~   | (주)사이론트코리아  |                    | 지원            |
| 2월 21일  | 해피 스타 밴드 -전국민 오디션 밴드편-   | (주)사이론트코리아  |                    |                 |
| 8월 30일  | 파워레인저 캡틴 포스 변신! 35전대!      | 대원미디어 주식회사 |                    |                 |
| 10월 19일 | 짱구는 못말려 부리부리 떡잎마을 대모험! | 대원미디어 주식회사 |                    |                 |
| 11월 8일  | 포켓몬스터 블랙 2, 포켓몬스터 화이트 2  | 닌텐도              | 지원               | 지원            |

## 2013년 발매작
| 발매일  | 이름                  | 개발사              | 와이파이 지원 여부 |
| ------- | --------------------- | ------------------- | ------------------ |
| 8월 8일 | 파워레인저 고버스터즈 | 대원미디어 주식회사 |                    |